# Tanja Grbić
Pour les articles homonymes, voir Grbić.
Tanja Grbić est une joueuse de volley-ball serbe née le 9 juillet 1988 à Valjevo. Elle mesure 1,78 m et joue au poste de passeuse.

## Clubs
| Club                  | De        | À         |
| --------------------- | --------- | --------- |
| Srbijanka Valjevo     | 2001-2002 | 2006-2007 |
| ŽOK Dinamo            | 2007-2008 | 2008-2009 |
| OK Vizura             | 2009-2010 | 2009-2010 |
| OOK Kolubara          | 2010-2011 | 2011-2012 |
| AS Saint-Raphaël      | 2012-2013 | 2015-2016 |
| Racing Club de Cannes | 2016-2017 | 2019-2020 |
| Békéscsabai RSE       | jan 2020  | …         |

## Palmarès
- Championnat de France
  - Vainqueur : 2016, 2019.
  - Finaliste : 2018.
- Coupe de France
  - Vainqueur : 2018.
- Supercoupe de France
  - Finaliste : 2016.